# Desa Sigentong (administrativ by i Indonesien, lat -6,94, long 109,30)
Desa Sigentong är en administrativ by i Indonesien.   Den ligger i provinsen Jawa Tengah, i den västra delen av landet, 280 km öster om huvudstaden Jakarta.